# Драмеце (гевог)
Драмеце (дзонг-кэ དགྲ་མད་ୄེ །, лат. Dremetse, Dramedtse, Dramitse, Drametse, Dramtse) — гевог в дзонгхаге Монгар в Бутане.
В гевоге имеется монастырь Драмеце-гомпа, который проводит регулярные фестивали (цечу). Танец масок под барабаны в деревне Драмеце, организуемый монастырём, был признан в 2005 году комиссией ЮНЕСКО как объект культурного наследия человечества.

## География
Гевог Драмеце занимает площадь 79 кв.км.
86,75 % территории гевога покрыто лесами.
Гевог Драмеце состоит из 5 чивогов (англ. Serkhagphoog Yengkhartshing, Dramedtse Shaphangma, Baging Shadang, Zangkhar, Bikhar Thoongdari). В гевоге расположено 19 деревень.

## Экономика
В начале 2000-х годов эффективность фермерского земледелия была низкой из-за неплодородных почв. Более 900 гектаров земли находились в использовании под сухое земледелие и кукуруза являлась основной зерновой культурой. Рис-пэдди (англ. paddy) культивируется на территории около 180 гектаров водно-болотных угодий. Картофель являлся основным источником денежных доходов для населения гевога. Кроме того, выращиваются апельсины и другие фрукты. Важным источником доходов населения гевога является добыча эфирных масел из древесной смолы.
В начале 2000-х годов в землепользовании находилось 1385,44 акров. Распределение использования земель было следующее: водно-болотные угодья (англ. Wetland) составляли 183,14 акров, суша (англ. Dry land) занимала 909,52 акров, а цери (англ. Tseri) простиралось на 292,78 акров. Поголовье скота в 2000 году включало: крупный рогатый скот (2043 голов), лошади (320 голов), мулы (119 голов), ослы (5 голов), свиньи (553 голов), птица (1437 голов).
В начале 2010-х годов гевоге действует один фермерский кооператив.
В гевоге расположено 6 ирригационных систем общей протяжённостью 17 км.

## Население
В начале 2000-х годов гевог состоял из 534 домохозяйством. На начало 2000-х годов только 60 % населения гевога имело доступ к питьевой воде. В начале 2010-х годов общая численность домохозяйств составляла 429, чистой питьевой водой и электричеством были обеспечены все 429 (то есть 100 %) домохозяйств, а туалетами — 296.
В начале 2000-х годов образование в гевоге обеспечивалось двумя общинными школами (англ. Community School) и одной низшей средней общеобразовательной школой (англ. Lower secondary school). Общее количество детей, обучавшихся в этих трёх школах составляло более 600 человек. В начале 2010-х годов образование в гевоге обеспечивается одной средней общеобразовательной школой (англ. Middle secondary school), двумя начальными школами (англ. Primary schools) и восемью неформальными обучающими центрами (англ. Numbern-formal Education Centers, в которых учится 89 человек). В начале 2010-х годов на одного учителя приходилось 24 учащихся.
В начале 2000-х годов гевог имел один пункт первой помощи (англ. Basic Health Unit) для оказания базовых медицинских услуг. В начале 2010-х годов медицинские услуги предоставляли один пункт первой помощи (англ. Basic Health Unit) и три ORC (англ. Out Reach Clinic).
В начале 2010-х годов в гевоге располагалось 5 лакхангов, среди которых 1 государственный и 4 принадлежат местным общинам.

### Численность населения
| Год                     | 2005, перепись | 2008, зарегистрированные избиратели | 31.12.2010, лица, имеющие право голосовать на выборах | 2012, Bhutan RNR Stats |
| ----------------------- | -------------- | ----------------------------------- | ----------------------------------------------------- | ---------------------- |
| Численность всего, чел. | 3369           | 1664                                | 1853                                                  | 1780                   |
| - мужчин всего, чел.    |                |                                     |                                                       | 900                    |
| - женщин всего, чел.    |                |                                     |                                                       | 880                    |

## Транспорт и коммуникации
Гевог соединён с шоссе восемнадцатикилометровой подъездной дорогой. Кроме того, в гевоге имеется 27,9 км сельских дорог.
Все 19 деревень гевога имеют доступ к мобильной связи и электрифицированы.